# Asociația de Fotbal a Insulelor Feroe
Asociația de Fotbal a Insulelor Feroe (feroeză Fótbóltssamband Føroya; daneză Færøernes fodboldforbund), sau FSF, este forul conducător al fotbalului în Insulele Feroe. A fost fondată în 1979, și are sediul central în Tórshavn.